# Eduardo Rodrigo Fernandes Ribeiro
Eduardo Rodrigo Fernandes Ribeiro (Capinzal, 11 de outubro de 1988) é um bioquímico, empresário e político brasileiro. É o atual presidente nacional do Partido Novo (NOVO).

## Trajetória política
Filiado ao Partido Novo desde o seu registro em 2015, Eduardo Ribeiro participou da construção do partido no estado de Santa Catarina, sendo eleito o primeiro presidente do Diretório Estadual, em 2017. Sob sua gestão, o partido participou das eleições de 2018, conquistando uma cadeira na Câmara dos Deputados ocupada por Gilson Marques.
Em 2019, foi eleito Secretário Nacional do Partido Novo, cargo que ocupou até março de 2020, quando assumiu a presidência do partido após a renúncia do então presidente João Amoêdo.
Em abril de 2023, a Convenção Nacional do partido reconduziu Eduardo Ribeiro à presidência do NOVO por mais quatro anos, com mandato até 2027.